# Zima
Zima (în rusă Зима) este un oraș din Regiunea Irkutsk, Rusia, fiind centrul administrativ al raionului Ziminsk. În 2013 aici locuiau 31.936 persoane. Zima este situat în sudul Siberiei, la 230 km nord-vest de Irkutsk. Prin el trece râul Oka (afluent al râului Angara). În Zima se află o stație a căii ferate transsiberiene situată la 4 934 km de Moscova, și 3 354 km de Vladivostok.